# Lin Tien-jen
Lin Tien-jen (chinesisch 林天仁, Pinyin Lín Tiān Rén; * im 20. Jahrhundert) ist ein Badmintonspieler aus Chinesisch Taipeh, der im Parabadminton in der Startklasse BMSTL3 (SL4) an den Start geht und als größten Erfolg die Bronzemedaille im Herrendoppel bei der Badminton-Weltmeisterschaft für Behinderte 2007 erreichte.

## Karriere
Bei der Weltmeisterschaft 2003 in Cardiff im Vereinigten Königreich startete Lin im Herreneinzel und hatte in der ersten Runde ein Freilos. Im Viertelfinale verlor er gegen Takahito Takeyama aus Japan mit 3:15, 4:15.
Bei der Weltmeisterschaft 2005, die in Thailands Hauptstadt Bangkok ausgetragen wurde, startete Lin im Herreneinzel in Gruppe fünf. Sein erstes Spiel ging mit 21:12, 13:21, 16:21 gegen den Thailänder Boonyng Supa verloren, das zweite Spiel verlor er gegen Wong Shu Yuen aus Hongkong mit 11:21, 9:21. Im Herrendoppel startete Lin mit seinem Landsmann Lee Meng-yuan in Gruppe zwei. Gegen Antony Forster aus England und Jonathan Levy aus Israel gewannen sie mit 21:8, 21:3, das zweite Spiel gewannen sie ebenfalls – 21:11, 21:8 gegen Choi Su-man und Kim Su-hyun aus der Republik Korea. Im Viertelfinale spielten Lin und Lee gegen die Spanier Felix Fernanoez und Juan Bretones und gewannen die Begegnung mit 22:20, 21:9. Das Halbfinale ging gegen die Inder Rakesh Pandey und Raj Kumar mit 15:21, 13:21 verloren. Da der dritte Platz nicht ausgespielt wurde, teilten sich die beiden die Bronzemedaille mit Frank Dietel aus Deutschland, der mit Eyal Bachar aus Israel spielte.